# Constantino Lüers
Dom Constantino José Lüers, OFM, (Holtrup, Vechta, 22 de abril de 1916 — Penedo,  2 de julho de  1997) foi um bispo católico alemão radicado no Brasil. Foi o segundo bispo de Óbidos e o quinto bispo de Penedo.

## Vida
Nascido na Alemanha como Konstantin Josef Lüers, Dom Constantino foi ordenado padre no dia 7 de junho de 1941, em Salvador. Recebeu a ordenação episcopal no dia 17 de junho de 1973, em João Pessoa, das mãos de Dom José Maria Pires, Dom Anselmo Pietrulla, OFM e Dom Valfredo Tepe, OFM.
Lema: In gratia et veritate (Na graça e na verdade)

## Atividades durante o episcopado
Bispo Prelado da Prelazia de Óbidos (1973-1976); Bispo da Diocese de Penedo (1976 - 1994).
Renunciou ao munus episcopal no dia 26 de janeiro de 1994.Falecido em julho de 1997.

## Ordenações episcopais
Dom Constantino Lüers presidiu a ordenação episcopal de Dom Hildebrando Mendes Costa e foi o concelebrante na ordenação de Dom Fernando Iório Rodrigues.